# Pematang Dolok Kahean
Pematang Dolok Kahean is een bestuurslaag in het regentschap Simalungun van de provincie Noord-Sumatra, Indonesië. Pematang Dolok Kahean telt 2642 inwoners (volkstelling 2010).